# Harry Mitchell (Boxer)
Harold James „Harry“ Mitchell (* 16. November 1895 in Tiverton, England; † 8. Februar 1983 in Twickenham, London Borough of Richmond upon Thames, England) war ein britischer Amateurboxer im Halbschwergewicht.

## Karriere
Mitchell wurde von 1922 bis 1925 fünf Mal in Folge Englischer Meister. Er qualifizierte sich für die Olympischen Sommerspiele im Jahre 1924 in der französischen Hauptstadt Paris und gewann in seinem ersten Kampf gegen den Niederländer Karel Miljon durch dessen Disqualifikation in Runde 3. Sein zweites Gefecht brachte ihm einen Punktsieg gegen den Franzosen Robert Foquet ein. Somit zog er ins Viertelfinale ein, wo er mit Georges Rossignon erneut auf einen Franzosen traf. Mitchell konnte diese Auseinandersetzung bereits in der ersten Runde durch K. o. für sich entscheiden.
Im Halbfinale bekam er es mit dem Italiener Carlo Saraudi zu tun. Der Kampf verlief sehr langweilig, was daran lag, dass Saraudi exzessiv hielt und klammerte. Nach Anschauung vieler Beobachter hätte er deshalb disqualifiziert werden müssen, und für viele war es eine peinliche Leistung des Italieners. Mitchell ging letztendlich als Punktsieger hervor und stand dadurch im Finale. Dort musste er sich mit dem späteren zweifachen dänischen Europameister Thyge Petersen auseinandersetzen. Mitchell gewann diesen Kampf nach Punkten und errang somit die Goldmedaille.

## Sonstiges
Im Vereinigten Königreich gibt es ein Freizeitzentrum, das nach Harry Mitchell benannt ist, es nennt sich Harry Mitchell Leisure Centre.